# Plinio Casas
Plinio Idelfonso Casas Buitrago (Ráquira, Boyacá, 2 de octubre de 1951-Bogotá, 28 de octubre de 2009) fue un ciclista de ruta y dirigente deportivo colombiano.
En su palmarés como ciclista, sobresale una victoria en la Vuelta a Chile 1980, un segundo lugar en la Vuelta a Colombia 1976, así como tres victorias de etapa en esta competencia en las ediciones 1975, 1976 y 1978. Como dirigente deportivo se resalta que se desempeñó como presidente de la Liga de Ciclismo de Boyacá durante 12 años y también como presidente de la Federación Colombiana de Ciclismo, estando en ejercicio en este último cargo al momento de su fallecimiento.
Plinio Casas fue parte de una dinastía ciclística, era hermano de Miguel, Fabio y Lino, y padre de Iván Mauricio Casas.

## Palmarés
1975
- 1 etapa de la Vuelta a Colombia

1976
- Clasificación de la montaña en la Vuelta a Boyacá
- 2º en la Vuelta a Colombia, más 1 etapa
- 2º en la Vuelta a Costa Rica, más la clasificación de la montaña y 2 etapas

1976
- 2º en la Vuelta a Boyacá

1977
- 2 etapas de la Vuelta al Táchira

1978
- 3º en la Vuelta al Táchira, más 1 etapa
- 3º en el Clásico RCN
- 1 etapa de la Vuelta a Colombia
- 1 etapa del Red Zinger Race, Estados Unidos de América

1980
- Vuelta a Chile

## Equipos
- Banco Cafetero (1976)
- Lotería de Boyacá (1977-1979)
- Frampinz (1980)
- Lotería de Boyacá (1981)
- Perfumería Yaneth (1982)
- Lotería de Boyacá (1983)